# 굴뚝

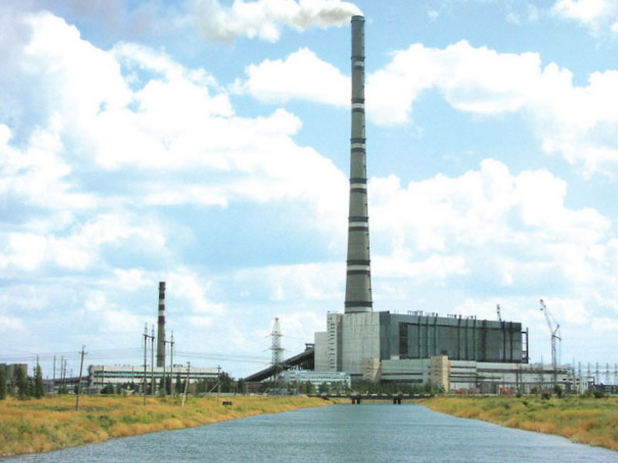
세계에서 가장 높은 굴뚝인 카자흐스탄 에키바스투즈 지역의 GRES-2의 모습.

굴뚝(영어: Chimney)은 벽난로나 아궁이에 불을 땔 때 연기가 밖으로 빠져나가도록 만든 구조물이다. 또한 굴뚝은 불연성 재료인 철판, 토관, 벽돌 따위로 만든다.
굴뚝은 사람의 생활 공간에서 보일러, 스토브, 용광로, 소각로 또는 벽난로에서 생성되는 뜨거운 독성 배기 가스 또는 연기를 격리하는 벽돌, 점토 또는 금속으로 만든 건축 환기 구조이다. 굴뚝은 일반적으로 수직이거나 가능한 한 수직에 가까워 가스가 원활하게 흐르도록 하여 스택 또는 굴뚝 효과로 알려진 연소 공간으로 공기를 끌어들인다. 굴뚝 내부의 공간을 굴뚝이라고 한다. 굴뚝은 대규모 산업 정유소, 화석 연료 연소 시설 또는 건물 일부, 증기 기관차 및 선박에 인접해 있다.
미국에서 굴뚝 산업이라는 용어는 초기 역사 동안 전기 산업을 포함한 산업 사회가 화석 연료를 태울 때 환경에 미치는 영향을 의미한다.
굴뚝의 높이는 굴뚝 효과를 통해 연도 가스를 외부 환경으로 전달하는 능력에 영향을 미친다. 또한, 더 높은 고도에서 오염 물질이 분산되면 주변 환경에 미치는 영향을 줄일 수 있다. 더 넓은 지역에 오염물질이 분산되면 농도가 줄어들고 규제 한도 준수가 쉬워진다.

## 역사
산업용 굴뚝의 사용 연대는 벽에 튜브를 삽입하여 빵집에서 연기를 끌어낸 로마인들에게 사용되었다. 그러나 가정용 굴뚝은 12세기 북유럽의 대규모 주택에 처음으로 나타났다. 영국식 굴뚝 중 가장 오래 살아남은 사례는 요크셔의 코니스브로 성 성채에 있으며, 그 날짜는 서기 1185년이다. 그러나 16세기와 17세기까지는 집에서 흔히 볼 수 없었다. 연기 후드는 연기를 굴뚝으로 모으는 초기 방법이었다. 이러한 굴뚝은 일반적으로 현대식 굴뚝보다 훨씬 넓으며 불 위에서 상대적으로 높게 시작되었다. 즉, 더 많은 열이 방으로 빠져나갈 수 있음을 의미한다. 샤프트 위로 올라가는 공기가 더 차가웠기 때문에 내화성이 떨어지는 재료로 만들 수 있었다. 굴뚝 개발의 또 다른 단계는 가구가 집에서 구울 수 있도록 내장 오븐을 사용하는 것이다. 산업용 굴뚝은 18세기 후반에 일반화되었다.
일반 주택의 굴뚝은 처음에는 나무와 석고 또는 진흙으로 지어졌다. 그 이후로 굴뚝은 크고 작은 건물 모두에서 전통적으로 벽돌이나 돌로 지어졌다. 초기 굴뚝은 단순한 벽돌 구조였다. 나중에 굴뚝은 타일 라이너 주위에 벽돌을 배치하여 건설되었다. 하강 기류를 제어하기 위해 다양한 디자인의 환기 캡(종종 굴뚝 냄비라고 함)을 굴뚝 상단에 배치하는 경우도 있다.
18세기와 19세기에 광석에서 납을 추출하는 데 사용된 방법은 다량의 독성 연기를 발생시켰다. 잉글랜드 북부에는 거의 수평에 가까운 긴 굴뚝이 건설되었는데, 길이가 3km(2마일)가 넘는 경우가 많았으며, 일반적으로 연기가 덜 해를 끼치는 외딴 위치에 있는 짧은 수직 굴뚝에서 끝났다. 이 긴 굴뚝 내부에는 납과 은 퇴적물이 형성되었으며, 정기적으로 작업자들이 굴뚝을 따라 파견되어 이러한 귀중한 퇴적물을 긁어내곤 했다.

## 건축
벽돌로 가로 하중을 처리하는 능력이 제한되어 있기 때문에 집의 굴뚝은 종종 "스택"으로 지어졌다. 집의 각 층에 있는 벽난로는 단일 굴뚝을 공유하며 종종 앞면과 뒷면에 이러한 스택이 있다. 집에 대해서. 오늘날의 중앙 난방 시스템으로 인해 굴뚝 배치가 덜 중요해졌으며, 비구조적 가스 배출 파이프를 사용하면 연도 가스 도관을 장애물 주위와 벽을 통해 설치할 수 있다.
대부분의 현대식 고효율 난방 장치에는 굴뚝이 필요하지 않다. 이러한 기기는 일반적으로 외벽 근처에 설치되며 불연성 벽 골무를 사용하면 환기 파이프가 외벽을 직접 통과할 수 있다.
굴뚝이 지붕을 관통하는 경사진 지붕에서는 후레싱을 사용하여 접합부를 밀봉한다. 내리막 부분은 앞치마라고 불리며 측면은 계단 후레싱을 받고 귀뚜라미는 후레싱 아래 굴뚝 위쪽 주위로 물의 방향을 전환하는 데 사용된다.
산업용 굴뚝은 일반적으로 배가스 굴뚝이라고 하며 건물 벽에 내장된 굴뚝과 달리 일반적으로 외부 구조물이다. 이는 일반적으로 증기 발생 보일러 또는 산업용 용광로 근처에 위치하며 가스는 덕트를 통해 운반된다. 오늘날 철근 콘크리트의 사용은 산업용 굴뚝 건설의 구조적 요소로서 벽돌을 거의 완전히 대체했다. 내화 벽돌은 종종 라이닝으로 사용되며, 특히 연소되는 연료 유형이 산을 포함하는 연도 가스를 생성하는 경우 더욱 그렇다. 현대 산업 굴뚝은 때때로 내부에 여러 개의 연통이 있는 콘크리트 앞 유리로 구성된다.
남아프리카 세쿤다에 있는 세쿤다 CTL의 합성 연료 공장에 있는 300m(980피트) 높이의 증기 발전소 굴뚝은 직경 26m(85피트)의 전면 유리와 4개의 직경 4.6m 콘크리트 굴뚝으로 구성되어 있으며 링 위에 만들어진 내화 벽돌이 늘어서 있다. 10미터 간격으로 배치된 코벨. 철근 콘크리트는 기존 거푸집이나 슬라이딩 거푸집으로 타설할 수 있다. 높이는 법적 또는 기타 안전 요구 사항을 충족하기 위해 오염 물질이 더 넓은 지역에 분산되도록 하는 것이다.

## 같이 보기
- 벽난로